# لوكاش تسيبوروفسكي
لوكاش تسيبوروفسكي Łukasz Cyborowski (ولد في 21 يونيو 1980) لاعب شطرنج بولندي يحمل لقب أستاذ كبير.

## حياته
- ولد في ليغنيسكا في بولندا.

## إنجازات
- فاز ببطولة بولندا للشباب تحت 18 سنة عام 1997.

## تصنيف
- بلغ في تصنيف إيلو 2510 نقطة في يناير 2018، وفق تصنيفات الاتحاد الدولي.

## روابط خارجية
- لوكاش تسيبوروفسكي على موقع الاتحاد الدولي للشطرنج (الإنجليزية)
- لوكاش تسيبوروفسكي على موقع مباريات الشطرنج (الإنجليزية)
- لوكاش تسيبوروفسكي على موقع 365Chess.com (الإنجليزية)
- لوكاش تسيبوروفسكي على موقع Chesstempo.com (الإنجليزية)
- لوكاش تسيبوروفسكي سجل أولمبياد الشطرنج على موقع OlimpBase.org (الإنجليزية)